# Royce da 5'9"
Ryan Daniel Montgomery (* 5. července 1977 Detroit), znám jako Royce da 5'9", je americký rapper a textař. Nejznámější je pro svoji dlouhodobou spolupráci s rapperem Eminemem a jejich společným projektem Bad Meets Evil. Nejčastěji nahrává s producenty Carlos „6 July“ Broady a DJ Premier (se kterým tvořil duo PRhyme), také psal texty pro interprety jako Diddy a Dr. Dre. Také byl součástí hip-hopové skupiny Slaughterhouse společně s Joe Buddenem, Joellem Ortiz a Kxngem Crooked. Editory About.com byl ohodnocen 31. příčkou v jejich žebříčku „Top 50 MCs of Our Time (1987–2007)“.

## Osobní život
Na střední škole byl Royce da 5'9" dobrým studentem. Podle jeho slov, „Na střední škole jsem většinou exceloval, ale záleželo na učiteli. Přiznám se, že jsem měl trochu problém s udržením pozornosti, ale ve skutečnosti jsem byl váženým studentem.“ Royce má dva syny, Jamese a Trentona, a tři dcery. Je vyléčeným alkoholikem, abstinuje již od 11. září 2012. Hlavním impulzem pro začátek jeho protialkoholové léčby byla věta jeho syna, „Miluji svého tátu. Myslím, že je jako Superman, ale na to ho moc dobře neznám.“. Royce je ženatý. „Potkal jsem svoji manželku na Oak Park High School, chodili jsme spolu na hodiny Španělštiny. Byla v desátém ročníku a já v devátém. Začali jsme spolu chodit roku 1995, v době, kdy mě čekala promoce.“
Royce má mladšího bratra Marcuse, jenž je také rapperem, vystupujícím pod jménem Kid Vishis. Roycovi je rovněž velkou podporou. Vishis zveřejnil svoje LP album, Timing Is Everything, 22. července 2014.
Royce da 5'9" je součástí anti-vaxx komunity.

## Kariéra
V rozhovoru s DJ Vladem na YouTube, Royce začínal dříve vystupovat s přezdívkou R-Dog, což podle jeho slov „netrvalo ani jeden rok“. Když mu bylo 10 let, přestěhoval se do Oak Parku ve státě Michigan. Později zde získal přezdívku „Royce“, jelikož nosil na krku řetízek s logem Rolls Royce. Zbylá část jména vyjadřuje jeho výšku v imperiálních jednotkách, 5 stop a 9 palců (175 cm). Zároveň podle jeho slov číslice 5 a 9 jsou jeho životními, protože díky nim „našel sám sebe“ jelikož nastartoval svoji rapovou kariéru v roce 1995, zároveň v jeho písni „Tabernacle“ popisuje, že jeho babička zemřela v pátém podlaží nemocnice a jeho prvorozený syn se narodil v devátém. Jeho jméno má tedy krom jeho výšky i celo řadu jiných významů. ovlivněn jmény jako Redman, Tupac Shakur, The Notorious B.I.G., Esham, Detroit's Most Wanted, a N.W.A se ve svých 18 letech vydal na životní dráhu rappera.
Svoji první smlouvu s nahrávací společností podepsal v roce 1998 s Tommy Boy Records, jenž mu tehdy nabídl 1 milion dolarů, Aftermath producenta Dr. Dre nabídl pouze 250 000, a zároveň neomezené beaty—což Royce popsal roku 2016 v rozhovoru pro Complex jako jednu ze svých největších chyb. Poté, co label Tommy Boy Records zkrachoval, podepsal Royce smlouvu s Columbia and Game Recordings, kde začal nahrávat svoje album Rock City, referující na pověst Detroitu jako sídla Motown Records. Album bylo zveřejněno v roce 2002 pod jménem Rock City. Když album nedosáhlo tak dobrých výsledků, společně s DJ Premierem vydal single „Boom“, který zvýšil povědomí o Roycovi v tehdejší undergrounové scéně a nakonec vyústil v hlubší spolupráci těchto dvou jmen.

## Diskografie

### Sólová alba
- Rock City (2002)
- Death Is Certain (2004)
- Independent's Day (2005)
- Street Hop (2009)
- Success Is Certain (2011)
- Layers (2016)
- Book of Ryan (2018)
- The Allegory (2020)

### Kolaborace
- Slaughterhouse (Slaughterhouse) (2009)
- Hell: The Sequel (Eminem – Bad Meets Evil) (2011)
- Welcome to: Our House (Slaughterhouse) (2012)
- Shady XV (Shady Records) (2014)
- PRhyme (DJ Premier – PRhyme) (2014)
- PRhyme 2 (DJ Premier – PRhyme) (2018)